# Modicogryllus volivoli
Modicogryllus volivoli är en insektsart som beskrevs av Otte, D. och Cowper 2007. Modicogryllus volivoli ingår i släktet Modicogryllus och familjen syrsor. Inga underarter finns listade i Catalogue of Life.